# 任国玺
任国玺（1616年—1661年8月13日），福建閩縣（今福州）人。永曆帝朱由榔时，官行人。
永曆十五年（1661年），清軍攻入雲南，任国玺随永曆帝流亡緬甸首都瓦城。后緬甸王莽達之弟莽白弑兄繼位，将永曆帝及其随从數十人尽数杀死，为咒水之难。